# Rubus calophyllus
Rubus calophyllus är en rosväxtart som beskrevs av Charles Baron Clarke. Rubus calophyllus ingår i släktet rubusar, och familjen rosväxter. Inga underarter finns listade i Catalogue of Life.